# Hassoun Camara
Hassoun Camara (Noisy-le-Sec, Francia, 3 de febrero de 1984), futbolista francés. Juega de defensa y actualmente se encuentra sin equipo, su último club fue el Montreal Impact de la MLS de Canadá. 

## Clubes
| Club                   | País    | Año       |
| ---------------------- | ------- | --------- |
| Olympique Noisy-le-Sec | Francia | 2004-2006 |
| Olympique de Marsella  | Francia | 2006-2008 |
| SC Bastia              | Francia | 2008-2010 |
| Montreal Impact        | Canadá  | 2011-2017 |

- Datos: Q365252
- Multimedia: Hassoun Camara / Q365252